# Nicol McCloy
Nicol McCloy (* 1944 in Greenock; † 1. Dezember 2018) war ein schottischer Badmintonspieler. 

## Karriere
Nicol McCloy wurde 1974 erstmals schottischer Meister. Weitere Titelgewinne folgten 1975, 1976 und 1977. Bei den East of Scotland Championships 1968 stand er im Finale des Herreneinzels. 1974 nahm er an den British Commonwealth Games teil.

## Sportliche Erfolge
| Saison | Veranstaltung                     | Disziplin    | Platz | Name         |
| ------ | --------------------------------- | ------------ | ----- | ------------ |
| 1974   | Schottland: Einzelmeisterschaften | Herreneinzel | 1     | Nicol McCloy |
| 1975   | Schottland: Einzelmeisterschaften | Herreneinzel | 1     | Nicol McCloy |
| 1976   | Schottland: Einzelmeisterschaften | Herreneinzel | 1     | Nicol McCloy |
| 1977   | Schottland: Einzelmeisterschaften | Herreneinzel | 1     | Nicol McCloy |